# Приморская флотилия разнородных сил
Примо́рская флоти́лия разноро́дных сил — оперативное объединение (флотилия) в составе Краснознамённого Тихоокеанского флота (КТОФ) ВМФ России, включающее в себя соединения и части разных родов сил флота (надводных и подводных сил, а также береговых войск и морской авиации).

## История
История объединения берёт начало в 1957 году с формирования флотилии, когда приказом Министра обороны СССР в посёлке Крым был сформирован объединённый штаб военно-морской базы «Стрелок» в которую вошли корабли и воинские части базирующиеся в заливах Стрелок, Восток, Америка (ныне Находка) и в Шкотовском районе. В состав военно-морской базы вошли: бригада торпедных катеров, отдельный дивизион кораблей противолодочной обороны, два дивизиона охраны водного района, отдельная артиллерийская бригада, артиллерийский полк, узел связи, пункт наблюдения, химические части. Первым командиром военно-морской базы был назначен капитан 1-го ранга В. М. Лозовский.
Официальным днём рождения Приморской флотилии разнородных сил КТОФ является 27 июля. Именно в этот день в 1979 году на основе военно-морской базы было сформировано объединение.
Корабли объединения включались в состав оперативных эскадр (ОПЭСК):
- 5-я ОПЭСК кораблей ВМФ в Средиземном море, создана 1 июня 1981 года, расформирована 31 декабря 1992 года;
- 8-я ОПЭСК кораблей ВМФ в Индийском океане, создана в 1971 году, расформирована в 1992 году;
- 10-я ОПЭСК кораблей ВМФ в Тихом океане, создана 28 июля 1967 года, расформирована в 1998 году.

Военно-морские базы (ВМБ) и пункты материально-технического обеспечения (ПМТО) в других государствах:
- Вьетнам: Камрань;
- Йемен: Ходейда;
- Куба: Сьенфуэгос;
- Баасистская Сирия: Тартус;
- Эфиопия: Нокра.

После распада Советского Союза, с начала 1990-х годов, существенно снизилось финансирование и поддержка КТОФ, многие боевые корабли расформировывались и отправлялись на разделку или отстой. Оперативные эскадры расформировались, закрывались военно-морские базы в других странах. Ситуация стала меняться с 2000-х годов. Прошла закладка нескольких боевых кораблей и судов вспомогательного флота. Идёт перевооружение и модернизация действующих кораблей. Предпринимаются попытки выведения из консервации и модернизации кораблей, ранее поставленных в отстой.
По состоянию на 2015 год действующие корабли, суда обеспечения и части морской пехоты из состава объединения входят в группировку Вооружённых Сил Российской Федерации в зоне Африканского Рога.
Успешно решают текущие и специфические[какие?] задачи в зоне Тихого океана.

## Состав
Курсивом выделены боевые единицы (отдельные части) выведенные из боевого состава: находящиеся в долгосрочном ремонте, резерве, отстое или на консервации.

### Владивосток
- Управление флотилии, расположено в городе Владивосток с С 2013 года[5].
- 36-я дивизия надводных кораблей, включая корабли, имеющие статус войсковой части:
  - Гвардейский ракетный крейсер «Варяг» (в/ч 49231) — флагманский корабль КТОФ;
  - Эскадренный миноносец «Быстрый» (в/ч 40074);
  - Эскадренный миноносец «Бурный» (в/ч 45652)[Коммент. 1];
  - Эскадренный миноносец «Безбоязненный» (в/ч 10787)[Коммент. 2];
  - Тяжёлый атомный ракетный крейсер «Адмирал Лазарев» (в/ч 09702)[Коммент. 3].
- 165-я бригада надводных кораблей:
  - 2-й гвардейский дивизион ракетных катеров (бухта Малый Улисс);
  - 11-й дивизион кораблей охраны водного района (бухта Малый Улисс).
- 515-й отдельный дивизион разведывательных кораблей (бухта Золотой Рог).
- 79-й отряд аварийно-спасательных судов (бухта Большой Улисс).
- 31-я бригада судов обеспечения:
  - 1-я группа судов обеспечения (бухта Большой Улисс);
  - 2-я группа судов обеспечения (бухта Золотой Рог);
  - 3-я группа судов обеспечения;
  - 4-я группа судов обеспечения.
- 19-я бригада подводных лодок (бухта Улисс[9]).
- 155-я отдельная бригада морской пехоты (155 обрмп).

### Фокино
- 100-я бригада десантных кораблей базируется в заливе Стрелок[10][11]. Структурно входит в 36-ю дивизию надводных кораблей[12].
- 703-й центр материально-технического обеспечения (в/ч 25030-6). Также имеет объекты в Партизанске и на Сахалине[13].

### Николаевка
- 7062-я авиационная база КТОФ[Коммент. 4].

### Артём
- Транспортная авиационная эскадрилья 7062-й авиабазы КТОФ[Коммент. 5].

### Славянка
- 59-й отдельный батальон морской пехоты 155 обрмп.
- 287-й отдельный самоходный артиллерийский дивизион 155 обрмп.

### Смоляниново
- 72-й отдельный береговой ракетный полк.

### Штыково
- 474-й отдельный центр радиоэлектронной борьбы.

### Большой Камень
- 72-я отдельная бригада строящихся и ремонтирующихся подводных лодок.

### Учебные полигоны
Также в структуру объединения входят учебные полигоны:
- Морской полигон КШУ в заливе Анива, остров Сахалин[14];
- Морской десантный полигон «Клерк» на полуострове Клерка недалеко от Славянки в Приморском крае;
- Военный полигон «Бамбурово» в Хасанском районе Приморского края[15].

## Командование

### Командующие
- 07.1979 — 02.1981 — вице-адмирал Тихонов Василий Федорович;
- 02.1981 — 08.1982 — вице-адмирал Рябинский Николай Иванович;
- 08.1982 — 1985 — вице-адмирал Лёгкий Николай Григорьевич;
- 1985—1987 — контр-адмирал Головко Леонид Иванович;
- 1987 — 05.1990 — вице-адмирал Олейник Анатолий Григорьевич;
- 05.1990 — 07.1993 — вице-адмирал Куроедов Владимир Иванович;
- 07.1993 — 09.1997 — вице-адмирал Фёдоров Виктор Дмитриевич;
- 09.1997 — 12.2001 — вице-адмирал Литвиненко Евгений Яковлевич;
- 12.2001 — 07.2003 — вице-адмирал Абрамов Михаил Леопольдович;
- 07.2003 — 06.2005 — вице-адмирал Авраменко Сергей Викторович;
- 06.2005 — 09.2007 — вице-адмирал Чирков Виктор Викторович;
- 09.2007 — 08.2010 — контр-адмирал Авакянц Сергей Иосифович;
- 08.2010 — 09.2012 — контр-адмирал Соколов Виктор Николаевич;
- 09.2012 — 08.2017 — контр-адмирал Кулить Вадим Францевич;
- 08.2017 — 07.2019 — контр-адмирал Жуга Сергей Юрьевич;
- 07.2019 — 11.2020 — контр-адмирал Якушев Владимир Анатольевич;
- 11.2020 — 05.10.2021 — контр-адмирал Кабанцов Константин Петрович[16];
- 10.2021 — 07.2024 — вице-адмирал Казаков Валерий Владимирович,
- с 07.2024 — контр-адмирал Сысуев Алексей Юрьевич.

### Начальники штаба
- 23.07.1979 — 07.02.1981 — капитан 1-го ранга Прокопчик Анатолий Васильевич;
- 1985 — 06.1987 — контр-адмирал Девятайкин Виктор Васильевич;
- 06.1987 — 03.1990 — капитан 1-го ранга Фёдоров Виктор Дмитриевич;
- 03.1990 — 07.1994 — контр-адмирал Красников Алексей Григорьевич;
- 07.1994 — 09.1997 — контр-адмирал Литвиненко Евгений Яковлевич;
- 07.1998 — 11.2001 — контр-адмирал Темерев Николай Иванович
- 10.2002 — 07.2003 — контр-адмирал Авраменко Сергей Викторович;
- 08.2003 — 03.2006 — контр-адмирал Тузов Алексей Борисович
- 07.2013 — 07.2014 — капитан 1-го ранга Гуринов Олег Георгиевич;
- 07.2014 — 07.2017 — контр-адмирал Якушев, Владимир Анатольевич[17];
- 08.2017 — 08.2018 — капитан 1-го ранга Королёв Олег Александрович;
- 09.2018 — 09.2019 — капитан 1-го ранга Бардовский Александр Александрович.
- 09.2019 — 05.2024 — капитан 1 ранга Жовтоножко Алексей Владимирович.

### Комментарии
1. ↑  С 2005 года находился в ремонте на «Дальзаводе», в настоящее время ожидает утилизации[6].
2. ↑  С 1999 года находился в резерве ожидая ремонта, в настоящее время ожидает утилизации[7].
3. ↑  С 1999 года находился на консервации, в настоящее время готовится к утилизации[8].
4. ↑  До 2009 года — 289-й отдельный смешанный противолодочный авиационный полк.
5. ↑  До 2009 года — 71-я отдельная транспортная авиационная эскадрилья.